# Isla Esperanza (India)
Isla Esperanza, o Isla Hope es una isla pequeña con forma de renacuajo situada en la costa de Kakinada (కాకినాడ), India, en la bahía de Bengala.
La isla Esperanza se encuentra en las coordenadas geográficas 17°37′N 82°35′E / 17.617, 82.583
Es una isla relativamente joven, formada en los últimos 200 años como una larga lengua de arena de 16 km (9,9 millas) de largo transportada por las aguas del delta del Godavari.
El área entre la costa de Kakinada y la isla la esperanza es conocida como Bahía de Kakinada. El agua de la bahía se extiende por unos 100 km² (39 millas cuadradas).